# Keisuke Hada
Keisuke Hada (羽田 敬介 Hada Keisuke?), född 20 februari 1978 i Ehime prefektur, är en japansk före detta fotbollsspelare.
Hada började sin karriär 1996 i Shimizu S-Pulse. 2004 flyttade han till Cerezo Osaka. Efter Cerezo Osaka spelade han för Ehime FC. Han avslutade karriären 2007.